# Attritor

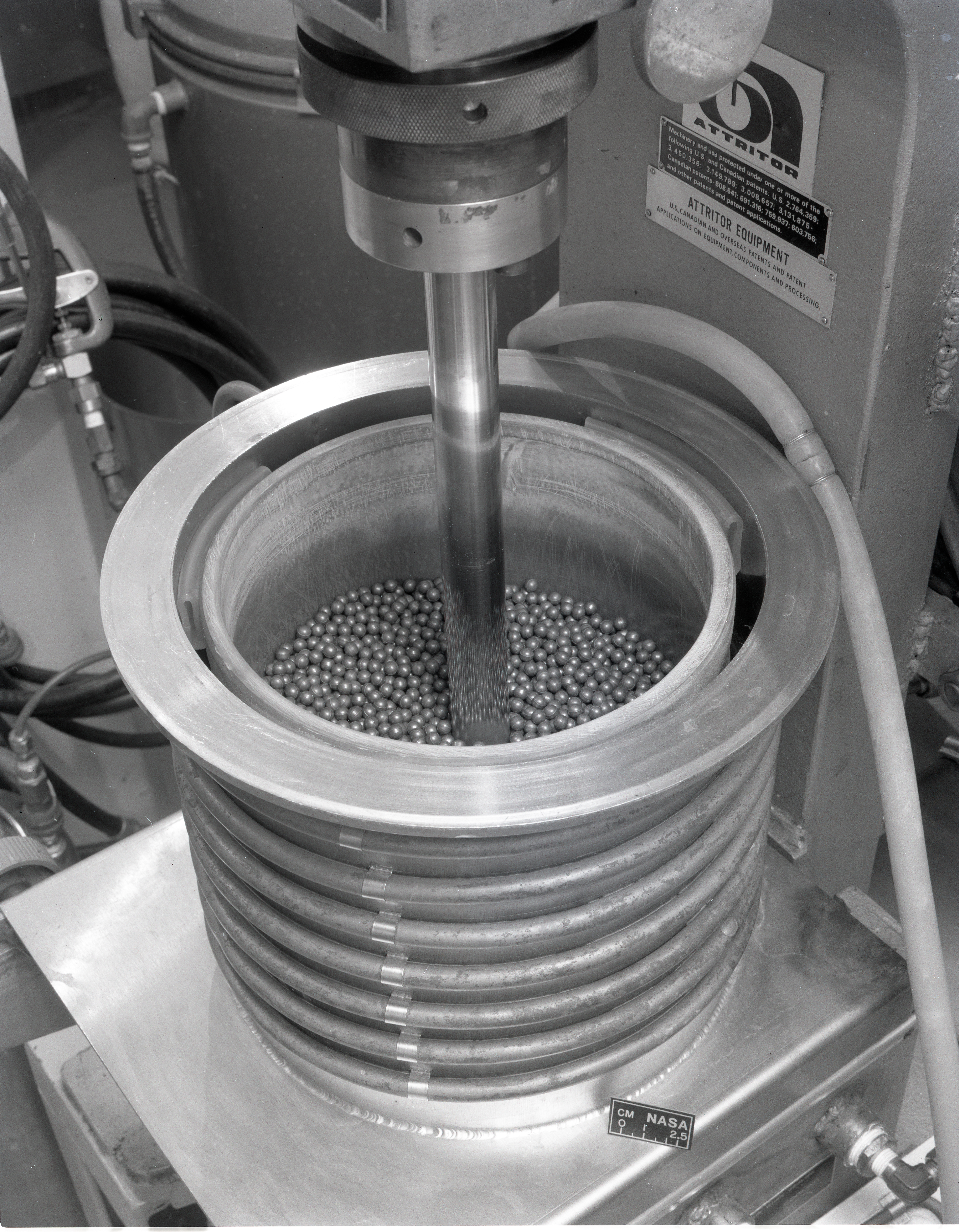
Blick in einen geöffneten Attritor im Stillstand: Der Rotor taucht vertikal in die Mahlkörper ein.

Ein Attritor ist eine Anlage aus der Prozesstechnik und dient zum mechanischen Zerkleinern von festen Stoffen.
Verbreitete Anwendung finden Attritoren bei der Herstellung von Pulvern, z. B. für die Pulvermetallurgie, Rohmaterialien für Keramiken, Hartmetalle, Toner u. v. m.
Es werden Partikelgrößen bis in den Nanometer-Bereich erreicht. Im Bereich des mechanischen Legierens finden Hochenergie-Attritoren Anwendung.

## Funktionsprinzip

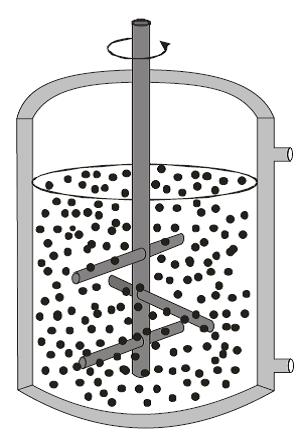
Prinzipskizze eines Attritors: Neben dem Rotor mit Seitenarmen und dem bewegten Füllgut sind ein angedeuteter Zu- und Ablauf für Kühlmittel in der Trommelwand ersichtlich.

Ein Attritor besteht im Wesentlichen aus einer Trommel und einem Rotor. Die Trommel kann horizontal oder vertikal gelagert sein und enthält neben dem zu mahlenden Gut auch Mahlkörper. Sie besteht häufig aus rostfreiem Stahl und kann zusätzlich mit Korund, Siliciumcarbid, Siliciumnitrid, Zirkonia, Gummi oder Polyurethan ausgekleidet sein. Mögliche Materialien für Mahlkörper sind Glas, Feuerstein, Mullit, Siliciumcarbid, Siliciumnitrid, Sialon, Korund, Zirkonia, Zirconiumsilicat, rostfreier Stahl, Kohlenstoffstahl, Chromstahl oder Wolframcarbid.
Dreht sich der Rotor, an dem mehrere Seitenarme angebracht sind, wird das Gut in der Trommel umgewälzt. Die so in das System eingebrachte kinetische Energie resultiert vorwiegend aus den gegenseitigen Kugelstößen, und – anders als bei Kugelmühlen – nur nachrangig aus Reibung. Die Drehzahl des Rotors kann 250 min−1 erreichen.
Die Implementierung des Attritor-Prinzips erfolgt entweder kontinuierlich oder diskontinuierlich. Diskontinuierlich betriebene Attritoren weisen üblicherweise Kapazitäten zwischen 0,5 kg und 1250 kg auf. Die zufolge Schlag-, Reibungs- und Schervorgängen anfallende Wärme kann durch eine Mantelkühlung abgeführt werden.